# 1926-os Le Mans-i 24 órás verseny
A 4. Le Mans-i 24 órás versenyt 1926. június 12-én rendezték meg.

## Végeredmény
|    | Kategória | #  | Csapat                                 | Versenyzők                         | Modell                 | Motor                     | Körök |
| -- | --------- | -- | -------------------------------------- | ---------------------------------- | ---------------------- | ------------------------- | ----- |
| 1  | 5.0       | 6  | Nincs csapatnév                        | Robert Bloch André Rossignol       | Lorraine-Dietrich B3-6 | Lorraine-Dietrich 3.4L I6 | 147   |
| 2  | 5.0       | 5  | Nincs csapatnév                        | Gérard de Courcelles Marcel Mongin | Lorraine-Dietrich B3-6 | Lorraine-Dietrich 3.4L I6 | 146   |
| 3  | 5.0       | 4  | Nincs csapatnév                        | "Stalter" Édouard Brisson          | Lorraine-Dietrich B3-6 | Lorraine-Dietrich 3.4L I6 | 139   |
| 4  | 2.0       | 17 | Officine Meccaniche (O.M.)             | Ferdinando Minoia Giulio Foresti   | O.M. Tipo 665 Superba  | O.M. 2.0L I6              | 134   |
| 5  | 2.0       | 18 | Officine Meccaniche (O.M.)             | Mario Danieli Tino Danieli         | O.M. Tipo 665 Superba  | O.M. 2.0L I6              | 131   |
| 6  | 2.0       | 27 | Nincs csapatnév                        | Pierre Tabourin Auguste Lefranc    | Theo Schneider 25SP    | Theo Schneider 2.0L I4    | 118   |
| 7  | 2.0       | 21 | Nincs csapatnév                        | Aimé Nezeloff Jean Lasalle         | Rolland-Pilain C23     | Rolland-Pilain 2.0L I4    | 117   |
| 8  | 1.5       | 37 | Etablissements Henri Precioux (E.H.P.) | Henri de Costier Pierre Bussienne  | E.H.P. DS              | C.I.M.E. 1.2L I4          | 111   |
| 9  | 1.1       | 46 | Nincs csapatnév                        | Georges Casse André Rousseau       | Salmson GS             | Salmson 1.1L I4           | 110   |
| 10 | 1.5       | 33 | Nincs csapatnév                        | Jean Errecaldé André Galoisy       | Corre La Licorne W16   | Corre 1.4L I4             | 109   |
| 11 | 1.1       | 42 | Nincs csapatnév                        | André Marandet Gonzaque Lécureul   | S.A.R.A. BDE           | S.A.R.A. 1.1L I4          | 108   |
| 12 | 1.1       | 43 | Nincs csapatnév                        | Gaston Duval Henri Armand          | S.A.R.A. BDE           | S.A.R.A. 1.1L I4          | 104   |
| 13 | 1.1       | 49 | Nincs csapatnév                        | Fernand Gabriel Louis Paris        | Ariés 5-9 Sup CV       | Ariés 1.0L I4             | 101   |

## Nem értékelhető
|    | Kategória | #  | Csapat              | Versenyzők                  | Modell             | Motor                  | Körök |
| -- | --------- | -- | ------------------- | --------------------------- | ------------------ | ---------------------- | ----- |
| 14 | 3.0       | 15 | Willys-Overland Co. | "Deprez" Maurice Dumont     | Overland 93 Six    | Overland 2.8L I6       | 117   |
| 15 | 2.0       | 20 | Nincs csapatnév     | Gaston Delalande Louis Sire | Rolland-Pilain C23 | Rolland-Pilain 2.0L I4 | ?     |
| 16 | 1.5       | 35 | Nincs csapatnév     | "Van Cuyck" Roger Camuzet   | Ravel 9CV          | Ravel 1.5L I4          | ?     |
| 17 | 1.5       | 30 | Nincs csapatnév     | Léon Molon Lucien Molon     | Jousset M1         | Jousset 1.5L I4        | ?     |

## Nem ért célba
|    | Kategória | #  | Csapat                                 | Versenyzők                               | Modell                      | Motor                  | Körök |
| -- | --------- | -- | -------------------------------------- | ---------------------------------------- | --------------------------- | ---------------------- | ----- |
| 18 | 3.0       | 7  | Bentley Motors Ltd.                    | Dr. Dudley Benjafield Sammy Davis        | Bentley 3 Litre Speed Model | Bentley 3.0L I4        | 138   |
| 19 | 2.0       | 25 | Nincs csapatnév                        | Robert Gautier Pierre Clause             | Bignan                      | Bignan 2.0L I4         | 113   |
| 20 | 3.0       | 9  | Bentley Motors Ltd.                    | Tommy Thistlewayte Capt. R. Clive Gallop | Bentley 3 Litre Super Sport | Bentley 3.0L I4        | 105   |
| 21 | 2.0       | 19 | Officine Meccaniche (O.M.)             | Renato Balestrero Frédéric Thelluson     | O.M. Tipo 665 Superba       | O.M. 2.0L I6           | 94    |
| 22 | 5.0       | 2  | Nincs csapatnév                        | André Boillot Louis Rigal                | Peugeot 174S                | Peugeot 3.8L I6        | 82    |
| 23 | 5.0       | 3  | Nincs csapatnév                        | Louis Wagner Christian Dauvergne         | Peugeot 174S                | Peugeot 3.8L I6        | 76    |
| 24 | 3.0       | 8  | Bentley Motors Ltd.                    | George Duller Frank Clement              | Bentley 3 Litre Speed Model | Bentley 3.0L I4        | 72    |
| 25 | 3.0       | 10 | Nincs csapatnév                        | Robert Laly Jean Chassagne               | Ariés Surbaissée 3-Liter    | Ariés 3.0L I4          | 65    |
| 26 | 1.5       | 29 | Nincs csapatnév                        | René Bonneau Raymond Saladin             | Jousset M1                  | Jousset 1.5L I4        | 64    |
| 27 | 1.5       | 38 | Etablissements Henri Precioux (E.H.P.) | "Morac" Marcel Ballot                    | E.H.P. DS                   | C.I.M.A. 1.2L I4       | 62    |
| 28 | 2.0       | 26 | Nincs csapatnév                        | Robert Poirier Antonin Fontaine          | Theo Schneider 25SP         | Theo Schneider 2.0L I4 | 61    |
| 29 | 1.5       | 39 | Nincs csapatnév                        | Lionel de Marmier Jean Sachot            | Salmson DZ                  | Salmson 1.2L I4        | 54    |
| 30 | 2.0       | 22 | Nincs csapatnév                        | "Stremler" Paul Chalamel                 | Rolland-Pilain C23          | Rolland-Pilain 2.0L I4 | 53    |
| 31 | 1.5       | 36 | Nincs csapatnév                        | Georges Kling Pierre Rey                 | Ravel 9CV                   | Ravel 1.5L I4          | 46    |
| 32 | 1.5       | 34 | Nincs csapatnév                        | Louis Abit C. Duverger                   | Ravel 9CV                   | Ravel 1.5L I4          | 45    |
| 33 | 1.1       | 47 | Nincs csapatnév                        | André de Victor J. Hasley                | Salmson GS                  | Salmson 1.1L I4        | 35    |
| 34 | 1.5       | 28 | Etablissements Henri Precioux (E.H.P.) | Guy Bouriat Guy Dollfuss                 | E.H.P.                      | C.I.M.A. 1.5L I4       | 34    |
| 35 | 1.1       | 48 | Nincs csapatnév                        | Roger Delano Edmond Closset              | Ariés                       | Ariés 1.0L I4          | 31    |
| 36 | 1.5       | 31 | Nincs csapatnév                        | W. Lestienne Louis Balart                | Corre La Licorne G6         | Corre 1.5L I4          | 31    |
| 37 | 3.0       | 11 | Nincs csapatnév                        | Charles Flohot Arthur Duray              | Ariés 5-8 CV 3-Litre        | Ariés 3.0L I4          | 31    |
| 38 | 1.5       | 32 | Nincs csapatnév                        | Albert Colomb Fernand Vallon             | Corre La Licorne G6         | Corre 1.5L I4          | 11    |
| 39 | 5.0       | 1  | Willys-Overland                        | Paul Gros Paul Leduc                     | Willys 66                   | Knight 3.9L V8         | 8     |
| 40 | 2.0       | 24 | Nincs csapatnév                        | Léon Derny Amedée Rossi                  | Georges Irat 4A/3           | Georges Irat 2.0L I4   | 7     |
| 41 | 2.0       | 23 | Nincs csapatnév                        | Maurice Rost Emil Burie                  | Georges Irat 4A/3           | Georges Irat 2.0L I4   | 6     |